# هرميتغ غرين (تشيشير)
هرميتغ غرين (بالإنجليزية: Hermitage Green)‏ هي قرية تقع في المملكة المتحدة في شمال غرب إنجلترا.